# Bahrains Grand Prix 2025
Bahrains Grand Prix 2025 (officielt navn: Formula 1 Gulf Air Bahrain Grand Prix 2025) var et Formel 1-løb, som blev kørt den 13. april 2023 på Bahrain International Circuit i Sakhir, Bahrain. Det var det fjerde løb i Formel 1-sæsonen 2025.

## Kvalifikation
| Pos.               | Nr. | Kører                 | Konstruktør                  | Del 1    | Del 2     | Del 3    | Grid |
| ------------------ | --- | --------------------- | ---------------------------- | -------- | --------- | -------- | ---- |
| 1                  | 81  | Oscar Piastri         | McLaren-Mercedes             | 1.31,392 | 1.30,454  | 1.29,841 | 1    |
| 2                  | 63  | George Russell        | Mercedes                     | 1.31,494 | 1.30,664  | 1.30,009 | 31   |
| 3                  | 16  | Charles Leclerc       | Ferrari                      | 1.31,454 | 1.30,724  | 1.30,175 | 2    |
| 4                  | 12  | Andrea Kimi Antonelli | Mercedes                     | 1.31,415 | 1.30,716  | 1.30,213 | 51   |
| 5                  | 10  | Pierre Gasly          | Alpine-Renault               | 1.31,462 | 1.30,643  | 1.30,216 | 4    |
| 6                  | 4   | Lando Norris          | McLaren-Mercedes             | 1.31,107 | 1.30,560  | 1.30,267 | 6    |
| 7                  | 1   | Max Verstappen        | Red Bull Racing-Honda RBPT   | 1.31,303 | 1.31,019  | 1.30,423 | 7    |
| 8                  | 55  | Carlos Sainz Jr.      | Williams-Mercedes            | 1.31,591 | 1.30,844  | 1.30,680 | 8    |
| 9                  | 44  | Lewis Hamilton        | Ferrari                      | 1.31,219 | 1.31,009  | 1.30,772 | 9    |
| 10                 | 22  | Yuki Tsunoda          | Red Bull Racing-Honda RBPT   | 1.31,751 | 1.31,228  | 1.31,303 | 10   |
| 11                 | 7   | Jack Doohan           | Alpine-Renault               | 1.31,414 | 1.31,245  | N/A      | 11   |
| 12                 | 6   | Isack Hadjar          | Racing Bulls-Honda RBPT      | 1.31,591 | 1.31,271  | N/A      | 12   |
| 13                 | 14  | Fernando Alonso       | Aston Martin Aramco-Mercedes | 1.31,634 | 1.31,886  | N/A      | 13   |
| 14                 | 31  | Esteban Ocon          | Haas-Ferrari                 | 1.31,594 | Ingen tid | N/A      | 14   |
| 15                 | 23  | Alexander Albon       | Williams-Mercedes            | 1.32,040 | Ingen tid | N/A      | 15   |
| 16                 | 27  | Nico Hülkenberg       | Kick Sauber-Ferrari          | 1.32,067 | N/A       | N/A      | 16   |
| 17                 | 30  | Liam Lawson           | Racing Bulls-Honda RBPT      | 1.32,165 | N/A       | N/A      | 17   |
| 18                 | 5   | Gabriel Bortoleto     | Kick Sauber-Ferrari          | 1.32,186 | N/A       | N/A      | 18   |
| 19                 | 18  | Lance Stroll          | Aston Martin Aramco-Mercedes | 1.32,283 | N/A       | N/A      | 19   |
| 20                 | 87  | Oliver Bearman        | Haas-Ferrari                 | 1.32,373 | N/A       | N/A      | 20   |
| 107%-tid: 1.37,484 |     |                       |                              |          |           |          |      |
| Kilde:             |     |                       |                              |          |           |          |      |

Noter:
↑1 - George Russell og Andrea Kimi Antonelli blev begge givet en 1 plads straf for at køre ud af pit før at kvalifikationen var genoptaget. 

## Resultat
| Pos.                                                             | Nr. | Kører                 | Konstruktør                  | Omgange | Tid/Udgået      | Startpos. | Point |
| ---------------------------------------------------------------- | --- | --------------------- | ---------------------------- | ------- | --------------- | --------- | ----- |
| 1                                                                | 81  | Oscar Piastri         | McLaren-Mercedes             | 57      | 1:35.39,435     | 1         | 25    |
| 2                                                                | 63  | George Russell        | Mercedes                     | 57      | +15,499         | 3         | 18    |
| 3                                                                | 4   | Lando Norris          | McLaren-Mercedes             | 57      | +16,273         | 6         | 15    |
| 4                                                                | 16  | Charles Leclerc       | Ferrari                      | 57      | +19,679         | 2         | 12    |
| 5                                                                | 44  | Lewis Hamilton        | Ferrari                      | 57      | +27,993         | 9         | 10    |
| 6                                                                | 1   | Max Verstappen        | Red Bull Racing-Honda RBPT   | 57      | +34,395         | 7         | 8     |
| 7                                                                | 10  | Pierre Gasly          | Alpine-Renault               | 57      | +36,002         | 4         | 6     |
| 8                                                                | 31  | Esteban Ocon          | Haas-Ferrari                 | 57      | +44,244         | 14        | 4     |
| 9                                                                | 22  | Yuki Tsunoda          | Red Bull Racing-Honda RBPT   | 57      | +45,061         | 10        | 2     |
| 10                                                               | 87  | Oliver Bearman        | Haas-Ferrari                 | 57      | +47,594         | 20        | 1     |
| 11                                                               | 12  | Andrea Kimi Antonelli | Mercedes                     | 57      | +48,016         | 5         |       |
| 12                                                               | 23  | Alexander Albon       | Williams-Mercedes            | 57      | +48,839         | 15        |       |
| 13                                                               | 6   | Isack Hadjar          | Racing Bulls-Honda RBPT      | 57      | +56,314         | 12        |       |
| 14                                                               | 7   | Jack Doohan           | Alpine-Renault               | 57      | +57,8061        | 11        |       |
| 15                                                               | 14  | Fernando Alonso       | Aston Martin Aramco-Mercedes | 57      | +1.00,340       | 13        |       |
| 16                                                               | 30  | Liam Lawson           | Racing Bulls-Honda RBPT      | 57      | +1.04,4352      | 17        |       |
| 17                                                               | 18  | Lance Stroll          | Aston Martin Aramco-Mercedes | 57      | +1.05,489       | 19        |       |
| 18                                                               | 5   | Gabriel Bortoleto     | Kick Sauber-Ferrari          | 57      | +1.06,872       | 18        |       |
| Ret                                                              | 55  | Carlos Sainz Jr.      | Williams-Mercedes            | 45      | Sammenstød      | 8         |       |
| DSQ                                                              | 27  | Nico Hülkenberg       | Kick Sauber-Ferrari          | 57      | Slid på planke3 | 16        |       |
| Hurtigste omgang: Oscar Piastri (McLaren) - 1.35,841 (omgang 36) |     |                       |                              |         |                 |           |       |
| Kilde:                                                           |     |                       |                              |         |                 |           |       |

Noter:
↑1 - Jack Doohan blev givet en 5 sekunders straf for at køre af banen. Hans slutposition forblev dog uændret som resultat af Nico Hülkenbergs diskvalifikation.
↑2 - Liam Lawson blev givet i alt 15 sekunders straf. Først 5 sekunder for at være skyld i et sammenstød med Lance Stroll, og herefter 10 sekunder for at være skyld i et sammenstød med Nico Hülkenberg. Hans slutposition forblev dog uændret som resultat af Hülkenbergs diskvalifikation.
↑3 - Nico Hülkenberg sluttede på 13. pladsen, men blev diskvalificeret som resultat af for meget slid på planken under bilen, hvilke betyder at bilen kørte tættere på asfalten end tilladt.

## Stilling i mesterskaberne efter løbet
| Pos. | Kører           | Point |
| ---- | --------------- | ----- |
| 1    | Lando Norris    | 77    |
| 2    | Oscar Piastri   | 74    |
| 3    | Max Verstappen  | 69    |
| 4    | George Russell  | 63    |
| 5    | Charles Leclerc | 32    |

| Pos. | Konstruktør         | Point |
| ---- | ------------------- | ----- |
| 1    | McLaren-Mercedes    | 151   |
| 2    | Mercedes            | 93    |
| 3    | Red Bull-Honda RBPT | 71    |
| 4    | Ferrari             | 57    |
| 5    | Haas-Ferrari        | 20    |